# Eurowings

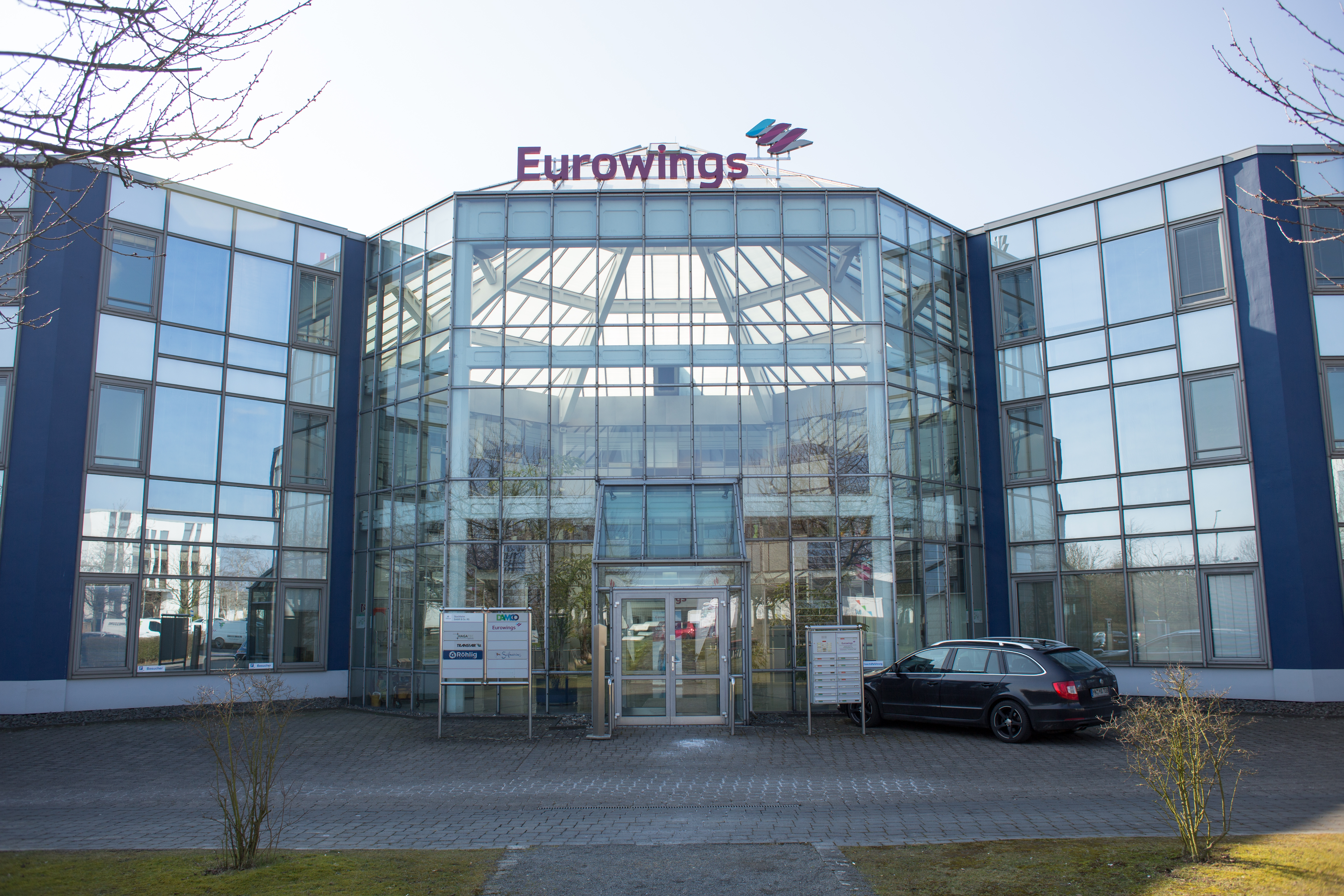
Het Eurowings Hoofdkantoor

Eurowings is een lagekostenluchtvaartmaatschappij met het hoofdkantoor in Düsseldorf, Duitsland. Zij levert diensten binnen en buiten Duitsland en zij is deel van de Lufthansa Group. Eurowings heeft hubs op de luchthavens van Keulen-Bonn, Düsseldorf en Hamburg. Dochteronderneming Eurowings Europe opereert vanuit haar hub Wenen. De luchtvaartmaatschappij is tevens onderdeel van de Eurowings Group.

## Geschiedenis
De luchtvaartmaatschappij werd in 1993 opgezet en begon op 1 januari 1994 met het leveren van diensten. Zij werd gevormd na een fusie van NFD Luftverkehrs AG van Neurenberg (opgezet in 1975) en RFG Regionalflug van Dortmund (opgezet in 1976). In 1997 werd door Eurowings, de lowcostmaatschappij Germanwings opgericht dat zelfstandig als dochtermaatschappij opereerde.
In 2001 nam Lufthansa in eerste instantie een belang van 24,9% in Eurowings, dat later uitgebouwd werd naar 49% in 2004. Daarmee nam Lufthansa het beleid van de maatschappij over. Sinds 2006 is de maatschappij onderdeel van de Lufthansa Group.

### Ontwikkelingen onder Lufthansa
In 2006 werd het belang van Lufthansa in Eurowings vergroot naar 50,91%. Daarmee werd Eurowings een dochteronderneming binnen Lufthansa. Op dat moment was Eurowings volledig eigenaar van Germanwings, daarmee de enige lowcostmaatschappij binnen de Lufthansa Group. In 2008 waren er plannen om zowel Eurowings als Germanwings te fuseren met TUIfly, onderdeel van TUI Group en samen te voegen in een zelfstandige holding. Deze onderhandelingen zijn onsuccesvol gebleken in 2008. In datzelfde jaar nam Lufthansa namelijk de low-cost tak Germanwings volledig over van Eurowings.
In 2010 sloot Eurowings zijn hoofdkantoor en technische afdelingen in Dortmund en verplaatste beide naar Düsseldorf, waar Eurowings zijn meeste vluchten uitvoerde als onderdeel binnen Lufthansa Regional. In 2011 werden ook de technische divisies in Nürnberg gesloten. Eurowings voerde vluchten uit onder de naam Lufthansa Regional tot 2015, toen alle regionale lijndiensten overgenomen werden door Germanwings.
Eind 2014 maakte Lufthansa bekend alle 23 Bombardier CRJ900 toestellen van Eurowings te gaan vernieuwen met 23 Airbus A320 toestellen. Het zou gaan om 10 nieuwe orders bij Airbus en 13 bestaande orders die eerst onder Lufthansa vielen. De Bombardier toestellen werden overgebracht naar Lufthansa CityLine. Tevens werden de plannen bekendgemaakt om Eurowings te transformeren in een lowcostmaatschappij voor zowel short haul als long haul lijndiensten.

### Transformatie naar lowcost
Begin 2015 startte de eerste vluchten met de A320 toestellen, overgenomen van Lufthansa. Daarmee voert Eurowings vluchten uit voor Germanwings, voornamelijk binnen Europa tot de transformatie is voltooid. De Duitse tak van SunExpress neemt de langeafstandsvluchten van Eurowings voor rekening vanaf Keulen-Bonn. In 2015 opende Eurowings zijn eerste basis buiten Duitsland op de luchthaven van Wenen met de bedoeling dat vluchten voor Eurowings uitgevoerd gingen worden door Austrian Airlines. Eerdere plannen voor een basis op luchthaven Basel werden afgeblazen. Een aanvraag voor een Oostenrijks Air operator's certificate (AOC) werd gedaan voor Eurowings met de naam Eurowings Europe, waar de nieuw bestelde Airbus A320 toestellen onder zouden gaan vallen. De bestaande vloot van Eurowings blijft opereren onder de Duitse licentie. Dit in verband met gunstigere Cao-afspraken met Austrian Airlines. In oktober 2015 werden de plannen alweer aangepast, Lufthansa maakte bekend dat de vluchten met de nieuwe toestellen niet door Austrian Airlines uitgevoerd gaan worden maar door Eurowings Europe zelf, de Oostenrijkse dochteronderneming van Eurowings. Sinds oktober 2015 worden de routes van Germanwings overgenomen door Eurowings. Het merk Germanwings verdwijnt en gaat op in Eurowings.

## Luchtvloot

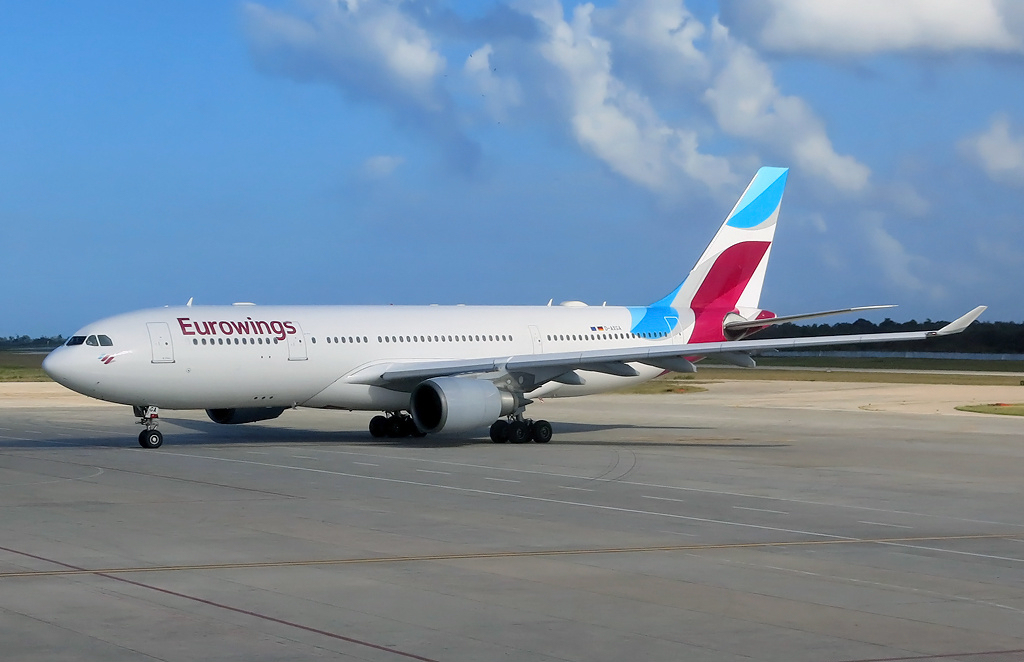
Eurowings A330-200

De vloot van Eurowings bestaat in mei 2020 uit de volgende toestellen:
| Type            | In Dienst | Besteld | Passagiers | Passagiers | Passagiers | Opmerking                                              |
| Type            | In Dienst | Besteld | B          | E          | Totaal     | Opmerking                                              |
| --------------- | --------- | ------- | ---------- | ---------- | ---------- | ------------------------------------------------------ |
| Airbus A319-100 | 32        | 0       | Var        | Var        | 138        | –                                                      |
| Airbus A319-100 | 32        | 0       | Var        | Var        | 144        | –                                                      |
| Airbus A320-200 | 50        | 0       | Var        | Var        | 168        | 29 uitgevoerd met Winglet                              |
| Airbus A320-200 | 50        | 0       | Var        | Var        | 174        | 29 uitgevoerd met Winglet                              |
| Airbus A321-200 | 5         | 0       | Var        | Var        | 194        | –                                                      |
| Airbus A330-200 | 7         | 0       | 0          | 310A       | 310        | van SunExpress Duitsland A 21 BEST class stoelen       |
| Airbus A330-300 | 4         | 0       | 30         | 253B       | 283        | beheerd door Brussels Airlines B 28 BEST class stoelen |
| Boeing 737-800  | 6         | 0       | Var        | Var        | 189        | beheerd door TUI fly                                   |
| Totaal          | 104       | 0       |            |            |            |                                                        |

### Eurowings Europe
De vloot van Eurowings Europe, gevestigd in Oostenrijk, bestaat in april 2020 uit de volgende toestellen:
| Type            | In Dienst | Besteld | Passagiers | Opmerking                           |
| --------------- | --------- | ------- | ---------- | ----------------------------------- |
| Airbus A319-100 | 6         | 0       | 150        | –                                   |
| Airbus A320-200 | 6         | 0       | 180        | OE-IQD met Eurowings Holidays thema |
| Totaal          | 12        | 0       |            |                                     |

## Codeshare
Eurowings heeft met de volgende luchtvaartmaatschappijen codeshareovereenkomsten.
- Binnen de Lufthansa Group: Austrian Airlines, Brussels Airlines, Lufthansa en Swiss International Air Lines
- Andere partners: Air Europa, Czech Airlines en TUI fly